# Austrian Open 2007
L'Austrian Open 2007  è stato un torneo di tennis giocato sulla terra rossa.
È stata la 62ª edizione dell'Austrian Open, 
che fa parte della categoria International Series Gold nell'ambito dell'ATP Tour 2007. 
Si è giocato al Kitzbühel Sportpark Tennis Stadium di Kitzbühel in Austria, dal 23 al 30 luglio 2007.

## Campioni

### Singolare maschile
Juan Mónaco ha battuto in finale  Potito Starace, 5-7, 6-3, 6-4

### Doppio
Luis Horna /  Potito Starace hanno battuto in finale  Tomas Behrend /  Christopher Kas, 7–6(4), 7–6(5)